# ديشغدوغي
ديشغدوغي هي قرية في مقاطعة خدا أفرين، إيران. عدد سكان هذه القرية هو 51 في سنة 2006.